# Unidad Terminal Remota

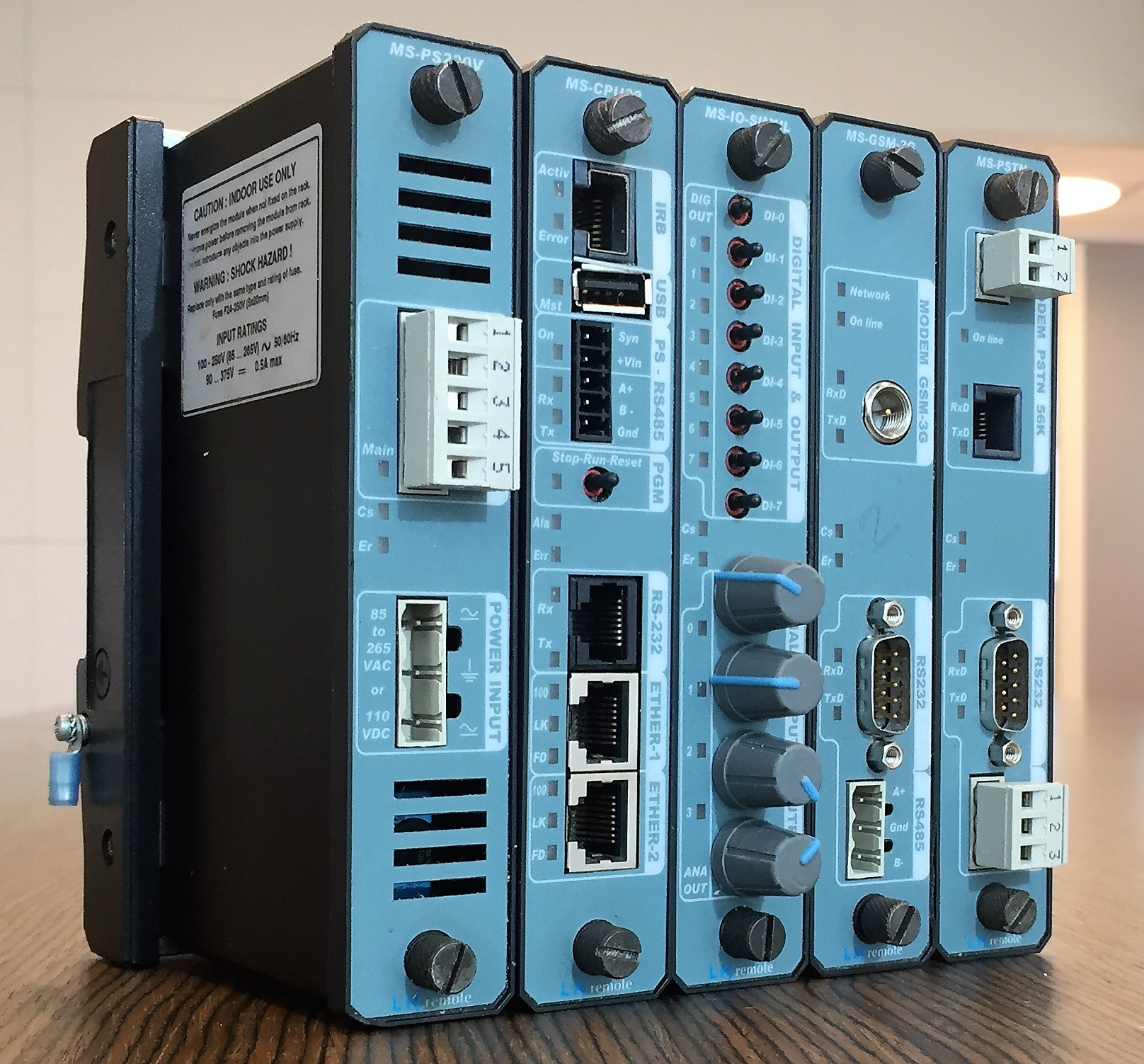
Unidad Terminal Remota Modular con múltiples entradas y salidas y diferentes puertos de comunicación

Una Unidad Terminal Remota (UTR o, más conocida por sus siglas en inglés, RTU) es un dispositivo basado en microprocesadores, el cual permite obtener señales independientes de los procesos y enviar la información a un sitio remoto donde se procese. Generalmente este sitio remoto es una sala de control donde se encuentra un sistema central SCADA el cual permite visualizar las variables enviadas por la UTR. 
Dentro del universo de las UTR existen los controladores lógicos programables (PLCs) quienes han complementado sus facilidades de comunicación.
En el mundo PLC surgieron los protocolos de comunicaciones para pequeños sistemas de control (RS-485, SINEC L1, Modbus, DNP3, CAN bus, IEC-101, IEC-105, etc..)
En forma paralela en el mundo RTU ha evolucionado en la industria eléctrica, y otras ramas, donde grandes sistemas SCADA, requieren la gestión de gran número de señales con precisión de milisegundos, cosa que es imposible realizar con los PLCs.
En las RTUs se ha desarrollado y expandido a otros equipamientos (medidores de energía, relés de protecciones, reguladores automáticos), el protocolo de comunicaciones IEC o CEI 60870-4.
Para las comunicaciones internas de los equipos, o entre ellos, las RTU han adoptado el protocolo Modbus, en la forma de Modbus RTU, que puede implementarse sobre una red RS-485 o sobre una red TCP/IP.